# 사상전향제도
사상전향제도는 과거 일제 후반기와 말기의 치안유지법 위반 사범들, 해방 후 대한민국의 권위주의 정권 당시 국가보안법이나 반공법, 집시법이나 계엄법, 그리고 기타 공안 관련 법률을 위반한 공안사범들을 가석방 시켜주는 조건으로 사상전향서를 쓰게 하고 전향성명서를 낭독한 뒤 이를 대북방송에 보내고 해당 행정기관의 재가를 받아서 석방시켜주는 제도였는데, 비전향 장기수를 상당히 많이 배출한 법으로도 유명하다. 전향서를 쓰지 않으면 거의 가석방이 불가능했다. 1933년부터 1998년까지 시행되었다. 많은 논란이 일었던 끝에 1998년 당시 김대중 대통령에 의해 폐지되고 준법서약제도로 변경되었으며 준법서약제도는 2019년 보호관찰법 시행령과 시행규칙이 개정되면서 폐지되었다. 탈북자 출신의 태영호 의원이 이인영 통일부 장관 후보자 인사 청문회에서 운동권 전력을 거론하며 사상전향 여부를 물었다가 이런 민주주의 발전과정사가 거론되었다.

## 관련 목록
- 비전향 장기수
- 국가보안법
- 치안유지법
- 반공법
- 계엄법
- 집회 및 시위에 관한 법률
- 긴급조치
- 비상조치
- 준법서약제도
- 국가보위에 관한 특별조치법
- 공안사건
- 조선사상범보호관찰령
- 사회안전법
- 보안관찰법